# Philippe Mangeot
Pour les articles homonymes, voir Mangeot.
Philippe Mangeot, né le 7 mars 1965, est un enseignant et militant associatif français. Président d'Act Up-Paris de 1997 à 1999, il est aujourd'hui professeur de littérature en classes préparatoires littéraires au lycée Lakanal.

## Biographie
Philippe Mangeot naît en 1965 et vit dans le 19ème arrondissement de Paris. Il est le fils de Jean-Pierre Mangeot, qui fut PDG de Glaxo-Wellcome France (le laboratoire qui produisit le premier médicament homologué contre le sida, l'AZT) et de Monique Mangeot, maître de conférence en biochimie. 
Il étudie à l'École normale supérieure, et passe l'agrégation de lettres modernes. En 1989, il obtient une bourse pour faire sa thèse à Oxford, en Angleterre. Celle-ci devait porter sur les carnets d'écrivains romantiques, notamment ceux de Samuel Taylor Coleridge. Il doit se résoudre à abandonner ce sujet et décide de faire sa thèse sur Jules Verne, mais ne l'achève pas.  
À son retour en France, il rejoint l'association de lutte contre le sida Act Up-Paris, à propos de laquelle il déclare « ça a été ma thèse, fondamentalement ». Il explique que :  

« ce sont des questions de représentation qui m’ont déterminé à le faire ; j’étais fâché de la façon dont on parlait du sida, à un certain moment de la réception du livre d’Hervé Guibert sur la maladie. Je ne comprenais pas qu’on puisse encore raconter la souffrance et la mort en en faisant une expérience du sens, une épiphanie qui, d’une certaine façon, justifiait le scandale de cette épidémie. J’estimais au contraire qu’il fallait inventer d’autres histoires, d’autres formes pour être à la hauteur du défi terrible qu’a constitué le sida pour ma génération. »

Séropositif depuis 1986, il y exerce des responsabilités diverses et notamment éditoriales. En 1997, l'année d'arrivée des trithérapies contre le VIH, il devient président d'Act Up-Paris, jusqu'en 1999. Il quitte l'association en 2003.  
En mai 1997, il participe à la rédaction du manifeste Nous sommes la gauche, écrit à l'issue d'une réunion d'Act Up-Paris et signé par de nombreuses associations et personnalités publiques. Publié dans Libération après la dissolution de l'Assemblée nationale par Jacques Chirac, ce texte collectif affirme « La gauche officielle ne gagnera pas les élections sans nous ». 
En 1997, il participe à la fondation de la revue Vacarme,, dont il est rédacteur en chef entre 1999 et 2004. Il quitte son comité de rédaction en 2019,. Il a également régulièrement collaboré aux Cahiers du cinéma, ainsi qu'aux émissions quotidiennes de France Culture La Suite dans les idées et La Grande table.
En décembre 2007, il participe à la création de l'association Cette France-là, qui vise à documenter la politique hostile aux étrangers mise en œuvre sous le quinquennat de Nicolas Sarkozy et ses conséquences concrètes. Il contribue aux deux volumes publiés en 2009 et 2010. En 2019, sous la présidence d'Emmanuel Macron, il estime que « nous sommes toujours dans cette France-là qui est un État de droit dans lequel est menée une politique totalement abjecte à l’égard des étrangers ». 
En 2020, il annonce se constituer partie civile dans la procédure pour faux en écriture publique et dénonciation calomnieuse initiée par la militante antiraciste Assa Traoré contre Didier Lallement, préfet de police de Paris. Celui-ci avait affirmé que les participants à la manifestation antiraciste du 13 mai 2020 avaient proféré des insultes antisémites, ce que contestent les plaignants,. 

### Carrière professionnelle
Il est professeur de littérature en classes préparatoires littéraires. Après avoir été professeur au collège, puis au lycée Georges-Pompidou de Villeneuve-la-Garenne, il enseigne en classe préparatoire scientifique au lycée Richelieu de Rueil-Malmaison, puis au lycée Gustave-Monod d’Enghien, où il œuvre pour la création des premières hypokhâgnes et khâgnes en collaboration entre lycée et université (notamment avec Paris-XIII). Depuis 2014, il exerce au lycée Lakanal de Sceaux.
Ses interventions, publiées majoritairement dans Vacarme, portent notamment sur les politiques des minorités, les politiques de santé, mais aussi sur Michel Foucault, la littérature et le cinéma.
Il a collaboré aux scénarios du film de Mario Fanfani, Les Nuits d'été (prix Queer Lion à la Mostra de Venise 2014), et de celui de Robin Campillo, 120 Battements par minute (Grand Prix du Jury du Festival de Cannes 2017, César du meilleur film et du meilleur scénario original 2018).
En 2018, le Centre Pompidou l'invite dans le cadre de son programme annuel de paroles contemporaines. D'abord réticent, il finit par accepter sur les conseils de son prédécesseur, l'historien Philippe Artières. Il y crée l'Observatoire des passions, un cycle mensuel de débats visant à repenser un « traité des passions » à l'aune de l'avènement d'Internet. « Avec le Net, c’est la première fois qu’on dispose à la fois d’une archive et d’un terrain d’exercice de l’intégralité des passions humaines », explique-t-il. D'un cycle initial d'un an, l'expérience est renouvelée une année supplémentaire : la dernière séance se tient en décembre 2019.

## Publications
- Le Sida. Combien de divisions ?, Ouvrage collectif d'Act Up-Paris, Editions Dagorno, 1994.